# مادربزرگ (فیلم ۲۰۱۵)
مادربزرگ (انگلیسی: Grandma) فیلمی آمریکایی در سبک کمدی-درام به نویسندگی، تهیه‌کنندگی و کارگردانی پال وایتز است که در سال ۲۰۱۵ منتشر شد.
لیلی تاملین، جولیا گارنر، مارسیا گی هاردن، جودی گریر، لاورن کاکس، سام الیوت، نات وولف، الیزابت پنیا، جودی گیسون، جان چو بازی کرده اند.